# Pyrausta gazalis
Pyrausta gazalis is een vlinder van de familie van de grasmotten (Crambidae). De wetenschappelijke naam van deze soort is voor het eerst voorgesteld door George Francis Hampson in een publicatie uit 1913. De soort is vernoemd naar het toenmalige district (Gazaland) waar de soort voor het eerst is ontdekt. De spanwijdte van het vrouwtje bedraagt 30 millimeter.
De soort komt voor in Oeganda en Zimbabwe.